# Xian autonome gelao et miao de Wuchuan
Pour les articles homonymes, voir Wuchuan (homonymie).
Le xian autonome gelao et miao de Wuchuan (务川仡佬族苗族自治县 ; pinyin : Wùchuān gēlǎozú miáozú Zìzhìxiàn) est un comté de la province du Guizhou en Chine. Il est placé sous la juridiction de la ville-préfecture de Zunyi.

## Démographie
La population du district était de 390 338 habitants en 1999.